# چهارباغ، ازبکستان
چهارباغ {{ازبکی|Chorvoq) یک روستا در ازبکستان است که در ولایت تاشکند واقع شده‌است.